# Bay of Bengal Initiative for MultiSectoral Technical and Economic Cooperation

Logo de la BIMSTEC

Membres de la BIMSTEC

La Bay of Bengal Initiative for MultiSectoral Technical and Economic Cooperation (BIMSTEC) est une organisation internationale réunissant un ensemble de pays d'Asie du Sud et d'Asie du Sud-Est. Les pays membres sont : Bangladesh, Inde, Birmanie, Sri Lanka, Thaïlande, Bhoutan et Népal.

## Histoire
L'organisation a été créé à Bangkok le 6 juin 1997. À l'origine, elle s'appelait BIST-EC (Bangladesh, Inde, Sri Lanka, Thaïlande Economic Cooperation). La Birmanie qui a au départ un rôle d'observateur, devient membre de l'organisation le 22 décembre 1997, lors d'une réunion ministérielle spéciale à Bangkok. Dès lors, le nom devient BIMST-EC. Le statut d'observateur est confié au Népal lors de la seconde réunion qui s'est déroulée à Dhaka en décembre 1998. En 2003, le Népal et le Bhoutan deviennent membres. Le 31 juillet 2004, lors du premier sommet qui se tint à Bangkok, l'organisation changea de nom pour son nom actuel.